# Conjectura de Hodge
A conjectura de Hodge é um importante problema, ainda não resolvido, de geometria algébrica no que diz respeito a topologias de variedade algébrica complexa não singular e as subvariedades dessa variedade. Concretamente, a conjectura propõe que certos grupos de co-homologia de Rham são algébricos, isto é, são somas de dualidades de Poincaré de classes homólogas de subvariedades.
A conjectura de Hodge é um dos Problemas do Milênio do Clay Mathematics Institute, cuja solução faz jus a um prêmio de US$1.000.000,00.

## Contexto
Seja X uma variedade complexa conexa de dimensão complexa n. Logo X é uma variedade diferenciável orientável de dimensão 2n, pelo que seus grupos de co-homologia residem em graus zero através de 2n. Assuma-se que X é uma variedade de Kähler, ou seja, há uma decomposição em sua co-homologia com coeficientes complexos:
{\displaystyle H^{k}(X,\mathbf {C} )=\bigoplus _{p+q=k}H^{p,q}(X),}
onde {\displaystyle H^{p,q}(X)} é o subgrupo de grupos de co-homologia que estão representados por formas harmônicas de tipo (p, q). Isto é, estes são os grupos de co-homologia representados por formas diferenciais que, em uma determinada opção de coordenadas locais {\displaystyle z_{1},\ldots ,z_{n}}, pode ser escrita como o produto de uma função harmônica com {\displaystyle dz_{i_{1}}\wedge \cdots \wedge dz_{i_{p}}\wedge d{\bar {z}}_{j_{1}}\wedge \cdots \wedge d{\bar {z}}_{j_{q}}}. (Veja-se Teoria de Hodge para mais detalhes). Tomar produtos exteriores destes representantes harmônicos corresponde ao cup product em co-homologia, de forma que o cup product é compatível com a decomposição de Hodge:
{\displaystyle \cup :H^{p,q}(X)\times H^{p',q'}(X)\rightarrow H^{p+p',q+q'}(X).}
Dado que X é uma variedade complexa, X tem uma classe fundamental.
Seja Z uma subvariedade complexa de X, de dimensão k, e seja i : Z → X a função de inclusão. Escolha-se uma forma diferencial α do tipo (p, q). Podemos integrar α sobre Z:
{\displaystyle \int _{Z}i^{*}\alpha .\!\,}.
Para avaliar esta integral, tome-se um ponto de Z e denomine-o 0. Ao redor de 0, podemos selecionar coordenadas locais {\displaystyle z_{1},\ldots ,z_{n}} em X tais que Z seja {\displaystyle z_{k+1}=\cdots =z_{n}=0}. Se p > k, então α deve conter algum {\displaystyle dz_{i}}  onde {\displaystyle z_{i}}  tenda a zero em Z. O mesmo é verdadeiro se q > k. Consequentemente, esta integral é zero se (p, q) ≠ (k, k).
De forma mais abstrata, a integral pode ser escrita como o cap product do grupo de homologia de Z e do grupo de homologia representado por α. Segundo a dualidade de Poincaré, o grupo de homologia de Z é dual ao grupo de homologia que chamaremos [Z], e o cap product pode ser calculado tomando o cup product de [Z] e α e fazendo o cap com a classe fundamental de X. Dado que [Z] é um grupo de co-homologia, deve possuir uma decomposição de Hodge. Segundo o cálculo anterior, ao realizar o cup deste grupo com outro tipo de grupo (p, q) ≠ (k, k), obteremos zero como resultado. Dado que {\displaystyle H^{2n}(X,\mathbf {C} )=H^{n,n}(X)}, conclui-se que [Z] deve situar-se em {\displaystyle H^{n-k,n-k}(X,\mathbf {C} )}.
Em termos gerais, podemos dizer que a conjectura de Hodge propões a seguinte questão:
Que classes de co-homologia em {\displaystyle H^{k,k}(X)} derivam de subvariedades complexas Z?